# Okuninuši
Okuninuši je bog čarobnjaštva i isceliteljstva iz japanske šintoističke mitologije. Ovaj bog čije ime znači „veliki gospodar kopna“ vladao je Zemljom od njenog nastanka pa sve do trenutka kada je boginja Amaterasu poslala svog unuka Ninigija da zauzme njegovo mesto. Kao bogu isceliteljstva u zasluge mu se pripisuje otkrivanje terapeutske metode lečenja. 

## Priča

### Njegova braća
Okuninuši je imao 80 braće koji su svi od reda želeli da se ožene prelepom princezom Jakami, odnosno, Ja-Gami-Hime. Kad su braća jednoga dana krenula u posetu princezi na putu su sreli odranog zeca koji ih je zamolio da mu pomognu. Braća su mu okrutno savetovala da se okupa u morskoj vodi i osuši na vetru. Siroto stvorenje ih je poslušalo i strašno se napatilo. Zec je potom naišao na Okuninušija, koji se sažalio na njegovu patnju i rekao mu da se okupa u rečnoj vodi i onda uvalja u polen biljke kama. Zec je tako učinio i rane su mu istog trena zacelile. Zec, koji je u stvari bio jedan od božanstava, na kraju je u znak zahvalnosti otkrio Okuninušiju da će ruka prelepe princeze pripasti upravo njemu. 
Okuninušijeva braća su se silno rasrdila zbog takvog raspleta događaja te su zagrejali ogromnu stenu do belog usijanja i zakotrljali je niz planinu ka svome omraženom bratu. Okuninušiju se učini da mu u susret dolazi divlji vepar te je uhvatio stenu i na smrt izgoreo. Međutim njegova majka Kami-Musubi uspela je da ga vrati u život. Braća su potom ponovo organizovala zaveru i na smrt zgnječili Okuninušija. Kami-Musubi je ponovo vratila svog sina u život i savetovala mu da izbegne dalje napade potraživši utočište u podzemnom svetu. 

### Ljubav Suseri-Hime
Tamo se Okuninuši susreo sa bogom oluje, Susano-Voom i njegovom kćeri Suseri-Hime. Dvoje mladih su se ubrzo strasno zaljubili jedno u drugo. Kada je Susano-Vo doznao za njihovu vezu, poslao je Okuninušija da prespava u odaji punoj zmija. Boga je, međutim, od zmija sačuvala ešarpa koju mu je poklonila njegova dragana. Susano-Vo ga je naredne noći poslao da prespava u odaji punoj stonoga i zolja, ali je mladić i ovoga puta bio zaštićen. Susano-Vo je na kraju odapeo strelu na sred ogromnog polja i rekao Okuninušiju da ode i da je potraži. Kada je Okuninuši stigao na sred polja, Susano-Vo je zapalio travu i mladi bog se u tren oka našao okružen plamenim jezicima. Tada se, međutim, pojavio miš, koji je Okuninušiju pokazao rupu u koju se može sakriti od požara a potom mu doneo odapetu strelu. 
Susano-Vo je u međuvremenu počeo da gaji izvesne simpatije prema hrabrom mladiću. Jedne večeri ga je zamolio da mu opere kosu a onda otišao na spavanje. Dok je bog oluje spavao Okuninuši  je privezao njegovu kosu za gredu koja je držala palatu i pobegao sa Suseri-Hime, ponevši sa sobom Susano-Voov mač, luk i tobolac sa strelama kao i harfu po imenu Koto. Dok je zaljubljeni par bežao, žice hafe su slučajno okrznule drvo pored kojeg su prolazili i Susano-Vo se probudio. Bog je brže-bolje ustao, njegova kosa je povukla krovne grede i cela palata se srušila. Mladi par je trčao koliko su ih noge nosile međutim kada su stigli na rub podzemnog sveta, Susano-Vo ih prestiže i reče Okuninušiju da bi trebalo ukradenim oružjem da zapodene bitku s braćom i zavlada svetom. Takođe se u međuvremenu uverio da je ovaj mladić dobra prilika za njegovu kćer, te im je dopustio da se venčaju i dao im vlast nad provincijom Izumo.